# Іґнацій Роман Потоцький
Іґнацій Роман Францішек Потоцький (пол. Roman Ignacy Franciszek Potocki; 28 лютого 1750 — 1809, Відень) — граф, польський шляхтич, державний, політичний діяч, масон, співтворець Конституції З травня.

## Життєпис
Народився в Радині (Підляшшя) 28 лютого 1750 р. Батько — Евстахій Потоцький, молодший брат — Станіслав Костка Потоцький. Навчався в Collegium Nobilium.
Арештований росіянами 21 грудня 1794 р., 23 грудня разом з іншими перевезений до Петропавлівської фортеці в Санкт-Петербурзі. За станом здоров'я мав відносно непогані умови перебування. Мав годинну аудієнцію у Наполеона І (разом були Адам Броніковський, Т. Матушевич, Іґнацій Мйончинський) в Шенбрунні (почалась об 11 год 3 серпня 1809 р.).
Помер від важкої діареї 30 серпня 1809 р., хворів кілька днів. 3 жовтня відбулась урочиста жалобна служба за ним у Любліні. Тіло перевезли до Польщі в 1810 р., поклали у Вілянові; в 1821—1860 р. воно перебувало в цвинтарному мавзолеї, зараз саркофаг та надгробок перебувають в костелі Вілянова.

## Портрети

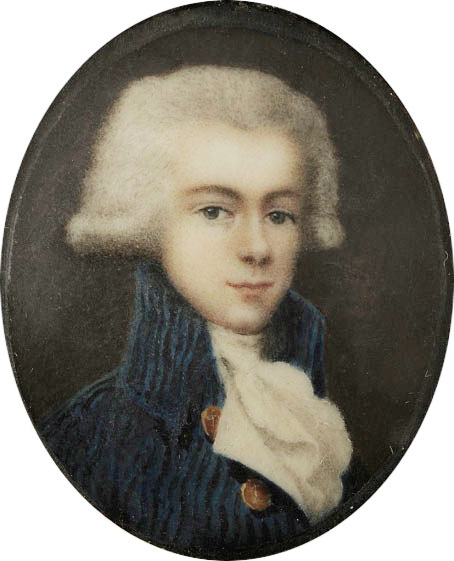
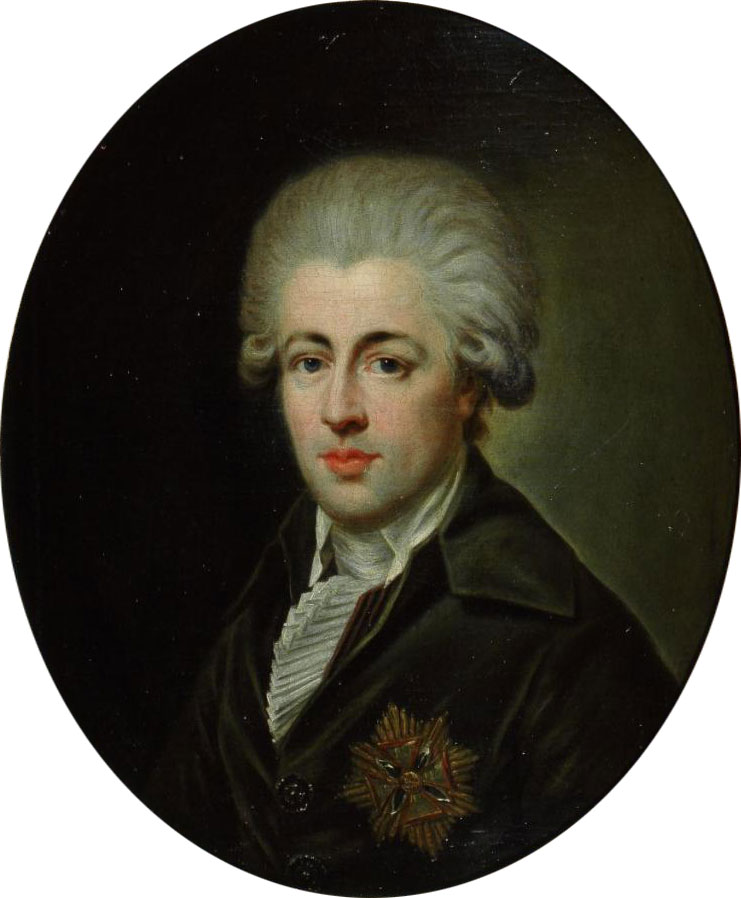
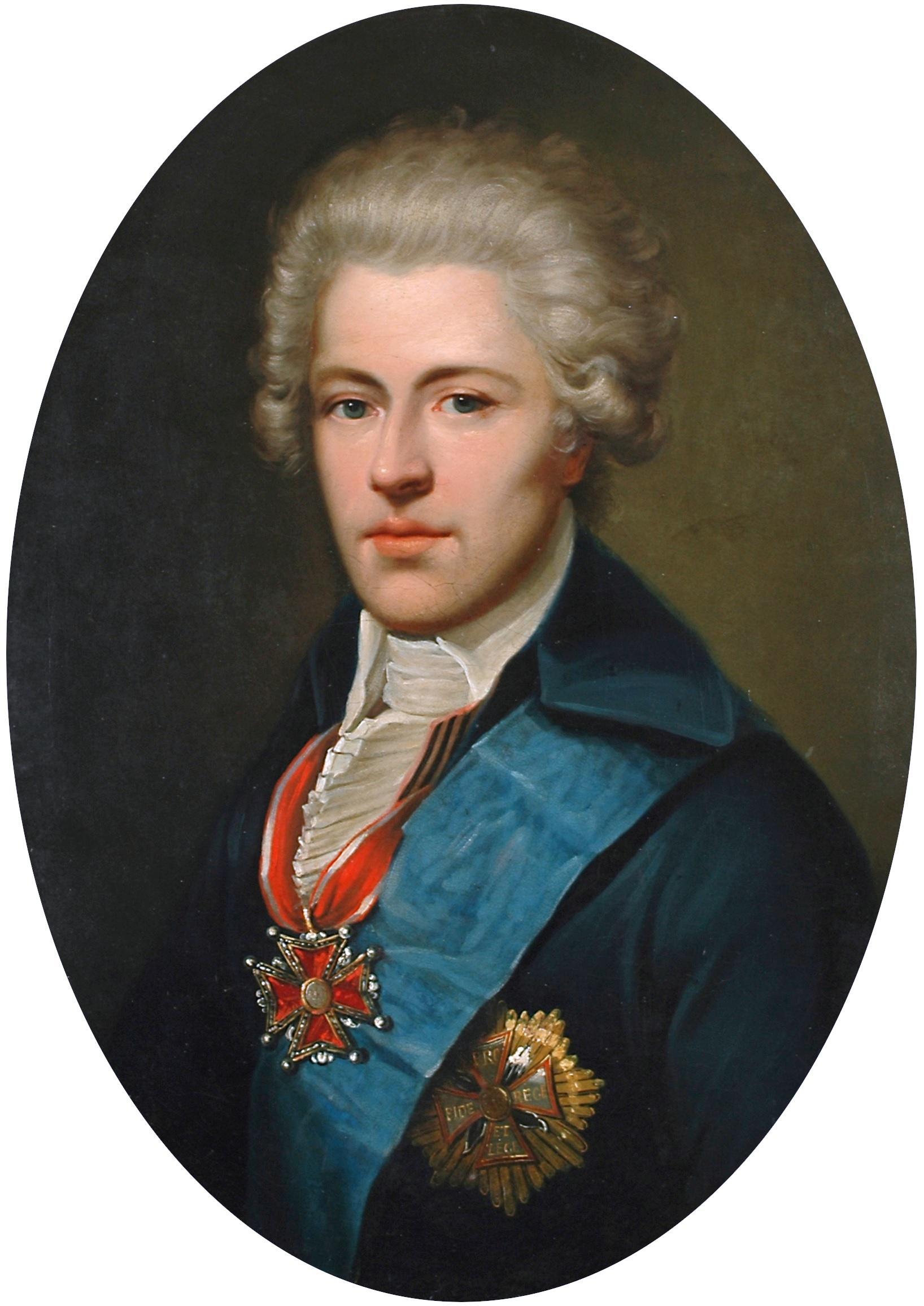

## Маєтності
Від родичів одідичив Курів, Клементовиці, Міхув (маєток тут програв у карти) в Люблінському воєводстві, юридики та ґрунти в Городні. Віно дружини — палац на Краківському передмісті Варшави (зараз тут готель «Брістоль»). Маєтності в Галичині, у яких він осів після повернення з Росії, після смерти його доньки Кристини (4 березня 1800 р.) перейняв брат Станіслав із дружиною. Під натиском кредиторів продав палац у Варшаві (1802 р., який придбали Тарновські).